# مايك دوجلاس
مايك دوجلاس (بالإنجليزية: Mike Douglass)‏ هو لاعب كرة قدم أمريكية أمريكي، ولد في 15 مارس 1955 في سانت لويس في الولايات المتحدة.

## وصلات خارجية
- مايك دوجلاس على موقع مرجع كرة القدم المحترفة.كوم (الإنجليزية)